# Leuctra aurita
Leuctra aurita är en bäcksländeart som beskrevs av Navás 1919. Leuctra aurita ingår i släktet Leuctra och familjen smalbäcksländor. Inga underarter finns listade i Catalogue of Life.